# Franco Simongini
Franco Simongini (Roma, 1º gennaio 1932 – Roma, 1994) è stato un giornalista, critico d'arte e regista italiano.

## Carriera
Franco Simongini è stato divulgatore culturale attraverso i documentari televisivi da lui diretti per la Rai, volti a far conoscere, attraverso un linguaggio chiaro e comprensibile al grande pubblico, l'opera dei maggiori artisti italiani del XX secolo. 
Dal 1961 ha lavorato per la Rai conseguendo la qualifica di caporedattore nel 1971. Ha collaborato a realizzare i programmi culturali Arti e Scienze e L'Approdo. In seguito ha ideato e curato personalmente importanti serie di documentari d'arte, come ad esempio dal 1971 al 1977 Ritratto d'autore , presentato da Giorgio Albertazzi, in forma di dialogo aperto tra il conduttore e l'artista, con interventi di esperti d'arte e pubblico in studio. 
Dal 1975 al 1976 ha realizzato i documentari Come nasce un'opera d'arte, intervistando gli artisti al lavoro nei loro studi in modo da mostrare il processo creativo che si cela dietro l'opera d'arte. Celebre l'intervista a Giorgio de Chirico mentre dipinge Il sole sul cavalletto. Dalla metà degli anni '70 ha redatto per il quotidiano Il Tempo una serie di interviste esclusive a grandi artisti come Giorgio de Chirico, Pericle Fazzini, Giacomo Manzù, Marino Marini, Fausto Pirandello e Giulio Turcato. Dal 1974 al 1993 ha condotto Artisti d'oggi, intervistando, tra gli altri, Mario Schifano e Enzo Cucchi. Nei primi anni '80 ha diretto la serie A tu per tu con l'opera d'arte, con Federico Zeri e con testi di Cesare Brandi. 
Oltre all'attività giornalistica ha scritto raccolte di poesie con la collaborazione di artisti come Pietro Cascella e Mino Maccari e pubblicato i romanzi Il cialtrone, (1965) e La torre dell'orologio, (1979).

## Critica
La sua capacità di divulgazione era così definita da Federico Zeri :
 I documentari di Franco Simongini, conservati nell'archivio Rai, sono considerati una testimonianza storica del lavoro degli artisti della seconda metà del '900 in Italia. Dopo la sua morte gli sono state dedicate numerose manifestazioni tra cui quelle al Museo MACRO e alla Galleria nazionale d'arte moderna e contemporanea di Roma.

## Documentari
- Ritratto d'autore/ Maestri dell'arte italiana del Novecento: Afro, Burri e Capogrossi, 1972
- Artisti d'oggi/ Giorgio de Chirico, 1973
- Come nasce un'opera d'arte/ Marino Marini: La felicità della scultura, 1974
- Come nasce un'opera d'arte/ Giorgio de Chirico: Il sole sul cavalletto, 1975
- Giacomo Manzù: Il ritratto di Mileto, 1975
- Come nasce un'opera d'arte/ Renzo Vespignani: Ritratto di Marta, 1975
- Pericle Fazzini: La Resurrezione in Vaticano, 1978
- Artisti d'oggi/ Mario Tozzi, 1979
- Artisti d'oggi/ Giulio Turcato, 1984
- Artisti d'oggi/ Enzo Cucchi, 1984
- Alberto Burri: L'avventura della ricerca, 1986
- Artisti d'oggi/ Mario Schifano, 1987

## Scritti
- Venti Paesaggi, 1953-1960, Edizioni Graphis Arte, 1961 (raccolta di poesie con litografie di Pietro Cascella)
- Arno balsamo fino, Vellecchi Editore, Firenze 1961
- Il cialtrone, Edizioni dell'Albero, Torino, 1965
- (EN) Tempest, con Sarah Margaret Cameron, The New York Cultural Center, New York, 1972
- Da questa città da questo castello, Edizioni 'Il Trovatore', 1976 (raccolta di poesie con xilografie di Romano Rigucci)
- La torre dell'orologio, Rizzoli, 1979
- Pierelli e l'iperspazio, Stamperia Ribichini, Castelplanio, 1979
- La metafora di Janni, in Il Tempo, Roma 11 maggio 1980
- Franz Borghese. Le tecniche miste, Edizioni d'Arte Fidia, Roma, 1981
- Daniela Romano: quasi un retratto in rosso, Editrice Italarte, Roma, 1985
- La ragazza col tacco d'oro, Pananti, Firenze 1988 (con incisioni di Mino Maccari)